# Skopas

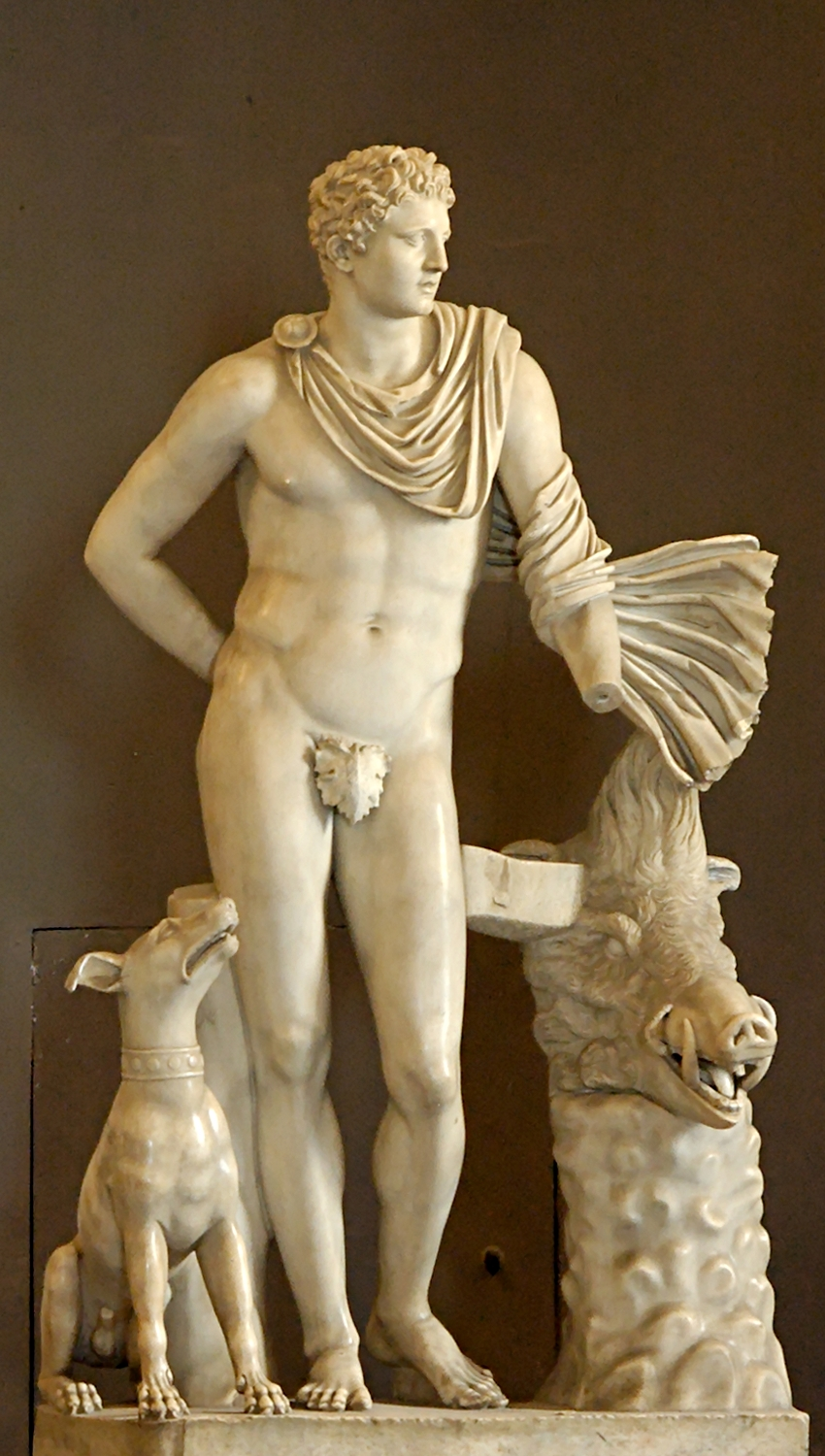
Skopas Meleagros i romersk kopia. Museo Pio-Clementino.

Skopas (grekiska Σκόπας), född cirka 395 f.Kr. på ön Paros, död 350 f.Kr., var en grekisk skulptör under antiken och samtida med Praxiteles. 
Skopas var verksam på Peloponnesos, i Aten och i Mindre Asien. Bland annat återuppbyggde han det år 394 f.Kr. nedbrunna Athena Aleias tempel i Tegea, en av Peloponnesos förnämsta helgedomar och var tillsammans med flera andra konstnärer omkring år 350 f.Kr. sysselsatt med att smycka mausoleet i Halikarnassos. Skopas verk kännetecknas av en dramatisk uttrycksfullhet.